# Rue Saint-Polycarpe
La rue Saint-Polycarpe est une voie du quartier des pentes de la Croix-Rousse dans le 1er arrondissement de Lyon, en France.

## Situation et description
La rue Saint-Polycarpe débute rue Romarin et aboutit rue des Capucins. La rue est en pente, dans le sens nord-ouest/sud-est. Elle est à sens unique : la circulation se fait dans le sens sud-nord.

## Odonymie
Le nom de la rue est lié à l'église Saint-Polycarpe, située en face.

## Histoire

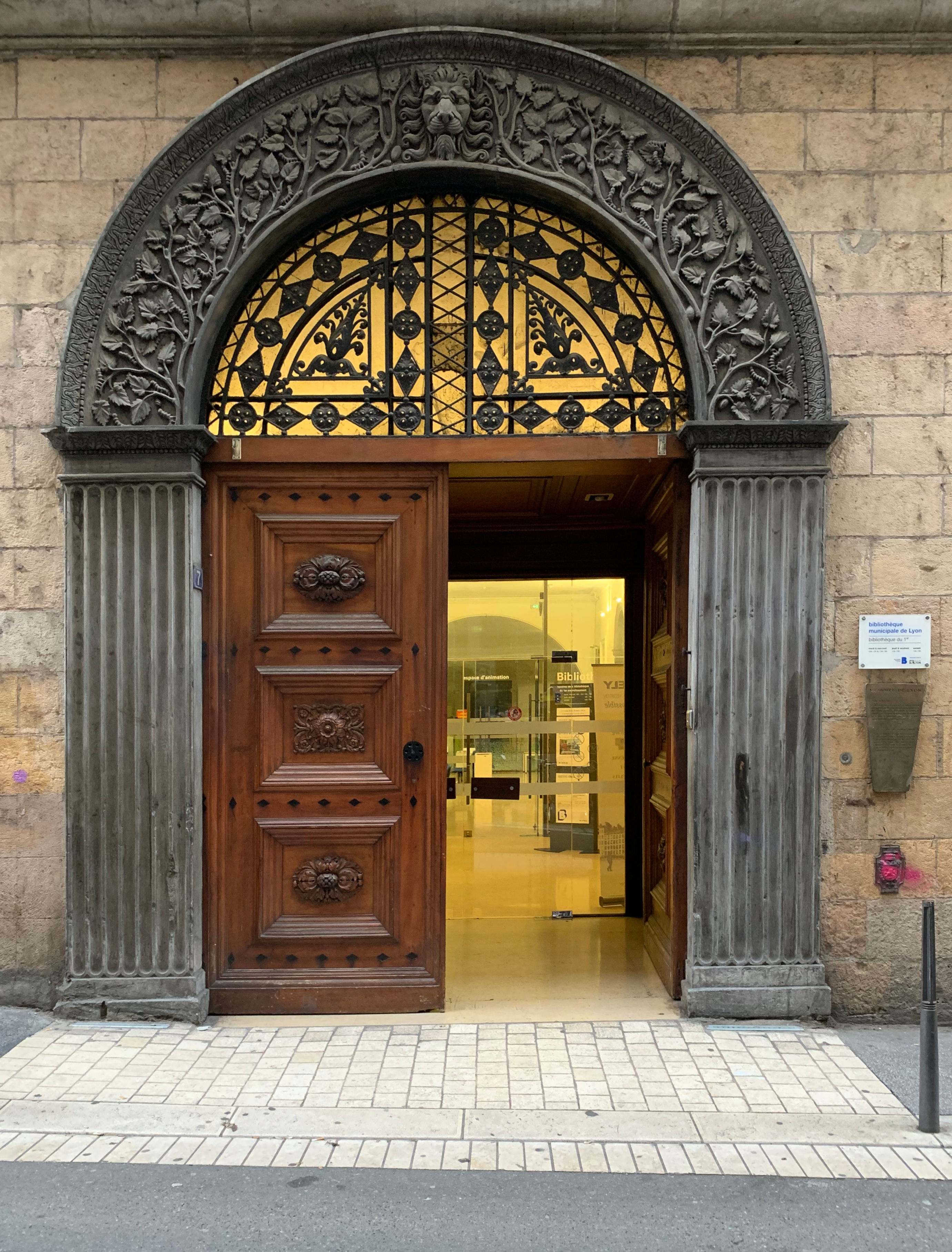
Entrée de la Conditions des soies.

La rue est attestée en 1814.
Au no 7 de la rue se trouve le bâtiment de la Condition des soies, créée au début du XIXe siècle. Il est inscrit au titre des monuments historiques depuis 1980.